# Avellino
Avellino là một đô thị (commune) thành phố tỉnh lỵ tỉnh Avellino trong vùng Campania của Ý. Avellino có diện tích 30,4 km2, dân số là 56.744 người (thời điểm ngày 30 tháng 4 năm 2009). Thành phố này có cự ly 42 km về phía đông bắc Napoli và là một trung tâm quan trọng trên tuyến đường từ Salerno đến Benevento.